# Jüri Ratas
Jüri Ratas, né le 2 juillet 1978 à Tallinn, est un homme d'État estonien, membre du Parti du centre d'Estonie (EKE) de 2000 à 2024, puis membre du parti Isamaa (IE) depuis 2024. Il est député depuis le 4 mars 2007 et Premier ministre du 23 novembre 2016 au 25 janvier 2021.
Maire de Tallinn entre 2005 et 2007, il est ensuite vice-président du Riigikogu jusqu'en 2011. En novembre 2016, il est élu président du Parti du centre et chargé de diriger le gouvernement après la chute de Taavi Rõivas. Il annonce sa démission en janvier 2021, après la mise en cause de son parti dans des affaires de corruption.

## Biographie

### Jeunesse et formation
Il étudie à l'université de technologie de Tallinn où il obtient un baccalauréat en administration des affaires en 2000, puis une maîtrise en économie en 2002 avant d'étudier à l'Institut de droit de l'université de Tartu en 2005,.

### Maire de Tallinn
En 2002, il devient conseiller économique auprès du maire de Tallinn, puis adjoint au maire en 2003. Le 15 novembre 2005, après l'écrasante victoire du Parti du centre aux élections municipales, Jüri Ratas est investi à 27 ans maire de la capitale.

### Député
Lors des élections législatives du 4 mars 2007, il est élu député au Riigikogu dans la troisième circonscription. En conséquence, il démissionne de son mandat de maire. Il est alors désigné second vice-président du Parlement.
Sur sa proposition en 2008, la Commission européenne lance une compétition dans le cadre de laquelle est remis le Prix de la Capitale verte de l’Europe.
En août 2011, lors du congrès du Parti du centre d'Estonie, il est candidat à la direction du parti mais avec 634 votes en sa faveur, soit 41 % des suffrages, il ne parvient pas à s'imposer face au président sortant réélu Edgar Savisaar.
Il se représente aux élections législatives du 6 mars 2011, du 1er mars 2015, du 3 mars 2019 et du 5 mars 2023 et est réélu à chaque fois.

### Premier ministre
Lors d'un congrès extraordinaire, il est élu à la présidence du Parti du centre le 5 novembre 2016. 15 jours plus tard, à la suite de la chute du gouvernement, il est chargé par la présidente de la République Kersti Kaljulaid de former le nouvel exécutif. Il bénéficie alors du soutien de l'Union de la patrie et Res Publica (IRL) et du Parti social-démocrate (SDE) soit 56 députés sur 101. Le 21 novembre, son gouvernement est investi par le Parlement par 53 voix pour et 33 contre et entre en fonction deux jours plus tard.
À la suite des élections législatives du 3 mars 2019, qui voient le Parti du centre devancé par le Parti de la réforme, Ratas remet sa démission le 4 avril suivant. Deux jours plus tard, il conclut un accord avec Isamaa et le Parti populaire conservateur (EKRE) pour une nouvelle coalition. Après l'échec de Kaja Kallas, du Parti de la réforme, de former un gouvernement, Ratas est chargé de cette mission par la présidente du pays. Le 17 avril, il obtient l'approbation du Parlement par 55 voix sur 101.
La feuille de route du gouvernement est d'inspiration nationaliste et marquée à droite. L'accord entre les partis le composant indique que l’Estonie refusera les quotas de réfugiés de l’Union européenne et une lutte plus sévère contre les personnes en situation irrégulière. En matière de sécurité intérieure, le gouvernement prévoit de créer un registre des agresseurs sexuels, incluant les pédophiles. Enfin, l’accord de gouvernement mentionne l’élargissement du recours au référendum. L’Union européenne et l’OTAN sont par ailleurs présentées comme des organisations avec lesquelles il est important de coopérer.
Il annonce sa démission le 13 janvier 2021, alors que le Parti du centre est impliqué dans des soupçons de corruption liés à son financement et à des prêts d’État accordés en retour. Kaja Kallas lui succède.
Le 18 mars 2021, Jüri Ratas est élu président du Parlement estonien avec 63 voix sur 101.

## Vie privée
Il est marié et père de trois enfants. Il parle l'anglais, le russe et le suédois.